# Obersalzberg

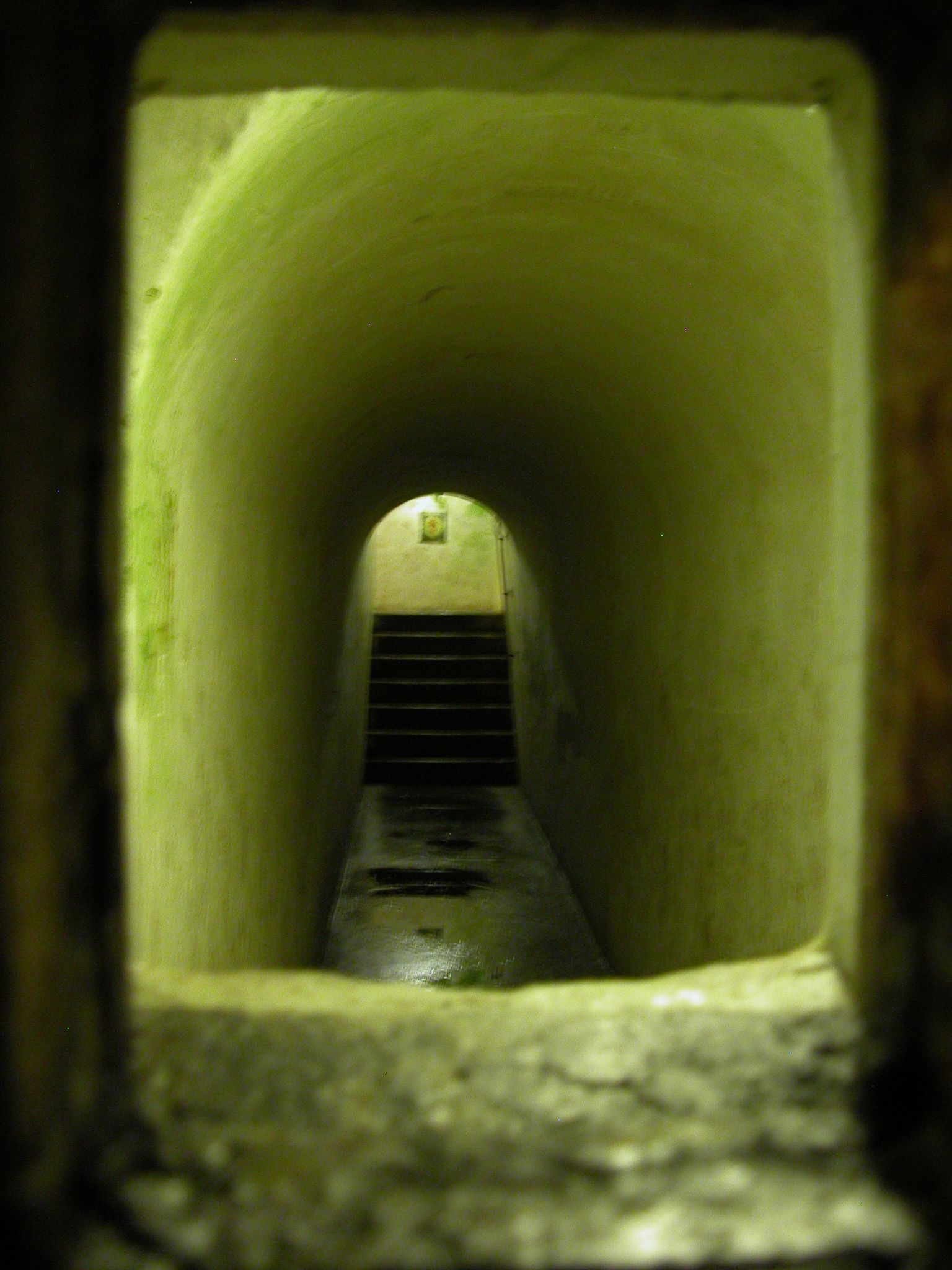
Un "bunker" allestito durante la seconda guerra mondiale all'interno dell'Hotel zum Türken.

L'Obersalzberg è una montagna della Baviera situata in prossimità di Berchtesgaden.

## Storia e descrizione
Rinomata località turistica alpina, divenne nota nel periodo nazista quando Adolf Hitler vi stabilì la propria residenza estiva, il Berghof.
In seguito, sulla cima dell'Obersalzberg (il Kehlstein), Martin Bormann fece costruire una nuova residenza, uno chalet-fortezza da regalare a Hitler in occasione del suo cinquantesimo compleanno, la Kehlsteinhaus, passata poi alla storia come il Nido dell'aquila.
Hitler però non rimase pienamente soddisfatto di quest'ultima residenza e continuò a soggiornare al Berghof.
Tutti gli edifici nazisti sono stati demoliti negli anni '50, ma il passato rilevante dell'area è stato oggetto del Dokumentationszentrum Obersalzberg museum, inaugurato nel 1999.